# Darryn Walker
Darryn Walker (* 3. September 1972) ist ein ehemaliger englischer Snookerspieler aus Wolverhampton, der zwischen 1991 und 2004 insgesamt zehn Saisons Profispieler war. In dieser Zeit erreichte er das Viertelfinale des Pontins Autumn Professional 1991, das Achtelfinale der International Open 1993 und Rang 91 der Snookerweltrangliste. Als Amateur unterlag er 2015 Ronnie O’Sullivan im Endspiel des Pink Ribbon.

## Karriere
1986 unterlag Walker Jim Chambers im Achtelfinale der Qualifikation der English Amateur Championship. Mit der Öffnung der Profitour 1991 wurde er Profispieler. Direkt in seinem ersten Turnier, dem Pontins Autumn Professional, erreichte er das Viertelfinale, danach waren seine Ergebnisse aber recht schlecht. Erst eine Achtelfinalteilnahme bei den International Open 1993 zeugte wieder von Walkers Talent. In den folgenden Jahren konnte Walker immerhin unregelmäßig in die Hauptrunde von wichtigen Turnieren einziehen. Dennoch kam er in dieser Zeit nie über Platz 91 der Weltrangliste hinaus, Mitte 1997 belegte er nur Platz 108. Nach einer erfolglosen Teilnahme an der WPBSA Qualifying School wurde Walker deshalb Mitte 1997 zum zweitklassigen Spieler degradiert und musste an der UK Tour teilnehmen. Da er dort keinesfalls schlechte Ergebnisse erzielte, kehrte er bereits nach einem Jahr wieder in die erste Klasse zurück.
Seine Form innerhalb der nächsten drei Jahre war aber nicht berauschend, und Platz 127 Mitte 2001 kostete ihn erneut den Profistatus. Anschließend verbrachte er zwei Jahre auf der Challenge Tour, der früheren UK Tour. Über die Endwertung der Challenge Tour 2002/03 gelang ihm die Wiederqualifikation für die Profitour, doch erneut waren seine Ergebnisse glücklos. Nur auf Platz 107 geführt, wurde er nach nur einer Spielzeit wieder Amateur. Nachdem er noch eine weitere Saison auf der Challenge Tour gespielt hatte, beschloss er, seine Snooker-Karriere an den Nagel zu hängen. In den Jahren danach war er auf regionaler Ebene im Poolbillard erfolgreich.
Erst zehn Jahre später begann er wieder mit dem Snookerspiel, nachdem er auf der Beerdigung seines Vaters mit einem alten Freund über die alten Zeiten mit dem Snooker geredet hatte. In den folgenden zwei Jahren nahm er vornehmlich an englischen Amateurturnieren teil, hauptsächlich erfolglos. Lediglich beim Pink Ribbon 2015 hatte er großen Erfolg, als er das Endspiel des Wohltätigkeitsevents erreichte, auch wenn er sich dort Ronnie O’Sullivan geschlagen geben musste. Erwähnenswert sind darüber hinaus seine Teilnahme an der Runde der letzten 32 bei der Europameisterschaft 2016, seine Hauptrundenteilnahme bei der World Seniors Championship 2015 und seine Halbfinalteilnahme bei der Q School 2016. Mitte 2016 beendete er seinen Comeback-Versuch.

## Erfolge
| Ausgang         | Jahr | Turnier                           | Finalgegner       | Ergebnis |
| --------------- | ---- | --------------------------------- | ----------------- | -------- |
| Profiturniere   |      |                                   |                   |          |
| Zweiter         | 1997 | WPBSA Qualifying School – Event 3 | Darren Clarke     | 2:5      |
| Amateurturniere |      |                                   |                   |          |
| Zweiter         | 2015 | Pink Ribbon                       | Ronnie O’Sullivan | 2:4      |